# Трент — Мерси
Трент — Мерси (англ. Trent and Mersey Canal) — 150 километровый канал, расположенный в Дербишире, Стаффордшире и Чешире, в северной части центра Англии. Канал играл важную роль в развитии промышленного региона Поттерис, в котором была сконцентрирована большая часть английской керамической промышленности.
Это «узкий» канал почти по всей длине, но на оконечностях к востоку от Бертона-на-Тренте и к северу от Миддлвича канал широкий. Узкие шлюзы, тоннели и мосты проходимы для одного стандартного нэрроубота шириной 7 футов (2,1 м) и длиной 72 фута (22 м), а широкие шлюзы могут вместить суда шириной 14 футов (4,3 м) или 2 нэрроубота бок о бок. Входит в Чеширское канальное кольцо.

## История
Канал Трент — Мерси изначально был построен, чтобы связать реку Трент в месте впадения Деруэнта в Дербишире с рекой Мерси и тем самым обеспечить внутренний проход между основными портами Халла и Ливерпуля. С Мерси он соединяется через Бриджуотерский канал, с которым соединяется в Престон-Брук в Чешире.
Первая известная идея построить канал между реками Мерси и Трент была выдвинута в 1755 году. В 1760 году лорд Гауэр, местный бизнесмен и шурин герцога Бриджуотерского, разработал план канала Трент-Мерси.
В 1761 году Джозайя Уэджвуд проявил интерес к строительству канала через Сток-он-Трент, где были расположены его гончарные мастерские (веджвудская керамика). Перевозка керамических изделий по воде позволила бы обеспечить их лучшую сохранность во время транспортировки. Веджвуд стремился не соединить две реки каналом, а соединить фабрику с рекой Мерси.
План соединения каналом Мерси и Трента («большой магистрали») разработал знаменитый канальный инженер Джеймс Бриндли, стоявший за многими каналами в Англии. Акт парламента 1766 года дал разрешение на строительство, и Джозайя Уэджвуд взрезал первый дёрн в июле того же года в Браунхиллсе, Берслем. В 1777 году канал был завершён, построено более 70 шлюзов и 5 туннелей, главная контора компании находилась в Стоуне.
15 января 1847 года канал был выкуплен железнодорожной компанией North Staffordshire Railway, поскольку управляющая каналом компания мешала дальнейшей экспансии железных дорог.

## Достопримечательности

### Андертонский лифт
На чеширском участке канала, между Миддлвичем и устьем канала в туннеле Престон-Брук, находится Андертонский лодочный подъёмник в викторианском стиле, спускающий лодки на 15 метров из канала в реку Уивер. В 2002 году он был отреставрирован и снова запущен после 20 лет бездействия. До постройки Фолкеркского колеса это был единственный судоподъёмник Великобритании.

### Хэркастльский тоннель
Неподалёку от городка Кингсгров расположен Хэркастльский тоннель длиной 2,6 км, бывший когда-то самым длинным канальным тоннелем в Англии. На самом деле там два тоннеля: первый построил Бриндли, чтобы пройти его, люди ложились на спину и отталкивались ногами от стен тоннеля. Процесс этот был небыстрый, вызывал заторы, поэтому Томас Телфорд построил рядом более широкий тоннель с бечевником. Он был открыт в 1827 и в настоящее время используется только он, являясь четвёртым по длине судоходным каналом Великобритании. Более старый тоннель обветшал и сейчас закрыт для судоходства.

### Эстакадное ответвление
Сразу к северу от Хэркастльский тоннель расположена «эстакада», по которой проходит ветка на Холл-Грин, которая выходит чуть раньше на повороте на Хардингс-Вудс и, по акведуку, проходит над каналом. Далее ветка соединяется с Макклсфилдским каналом.

### Сток-он-Трент
В Сток-он-Тренте канал проходит через город и с 1986 года является частью местного фестиваля садов. Вдоль бечевника проложена велосипедная дорожка, которая входит в национальную велосеть (маршрут № 5).

## Галерея

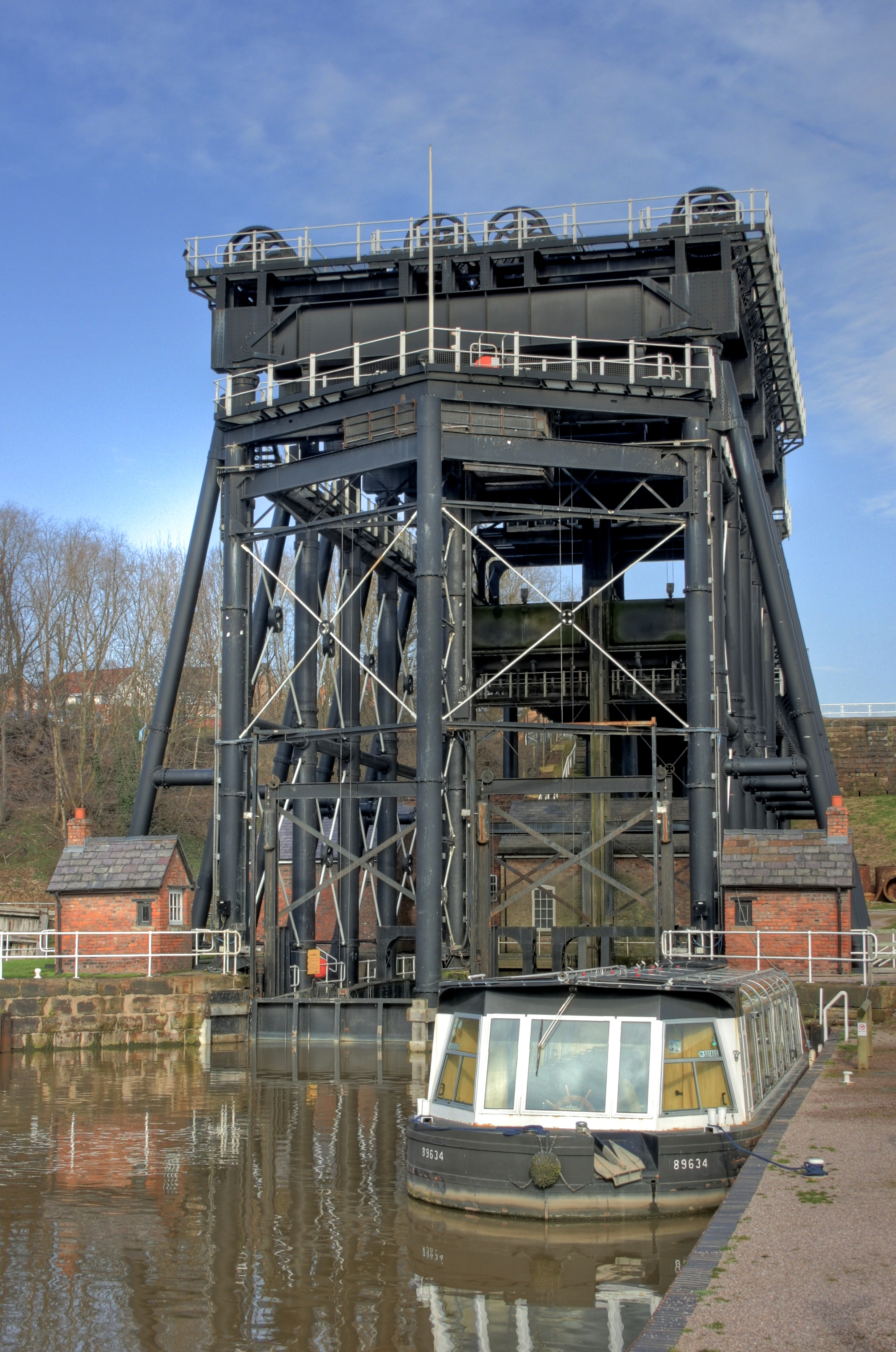
Андертонский лифт
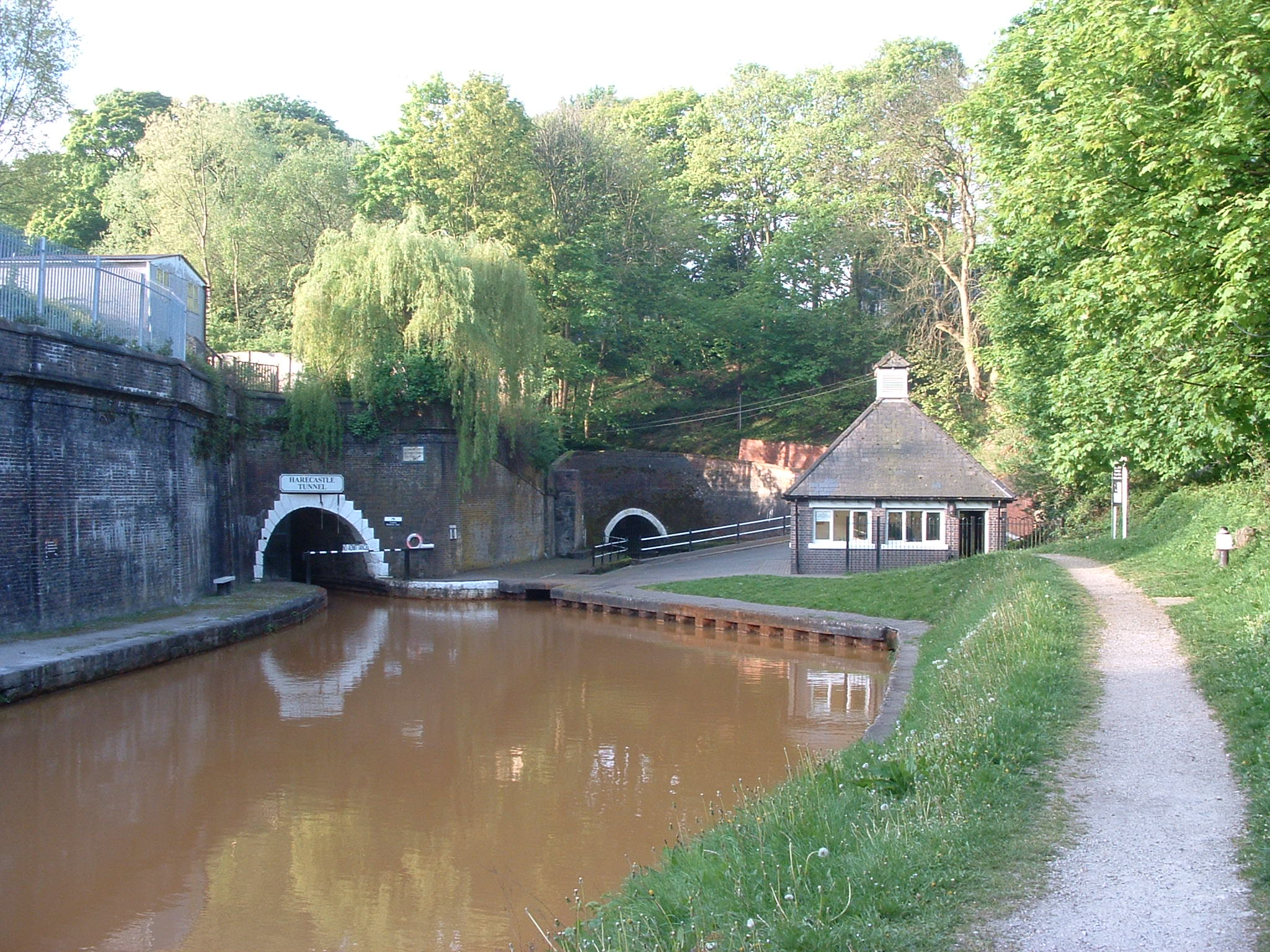
Хэркастльский тоннель
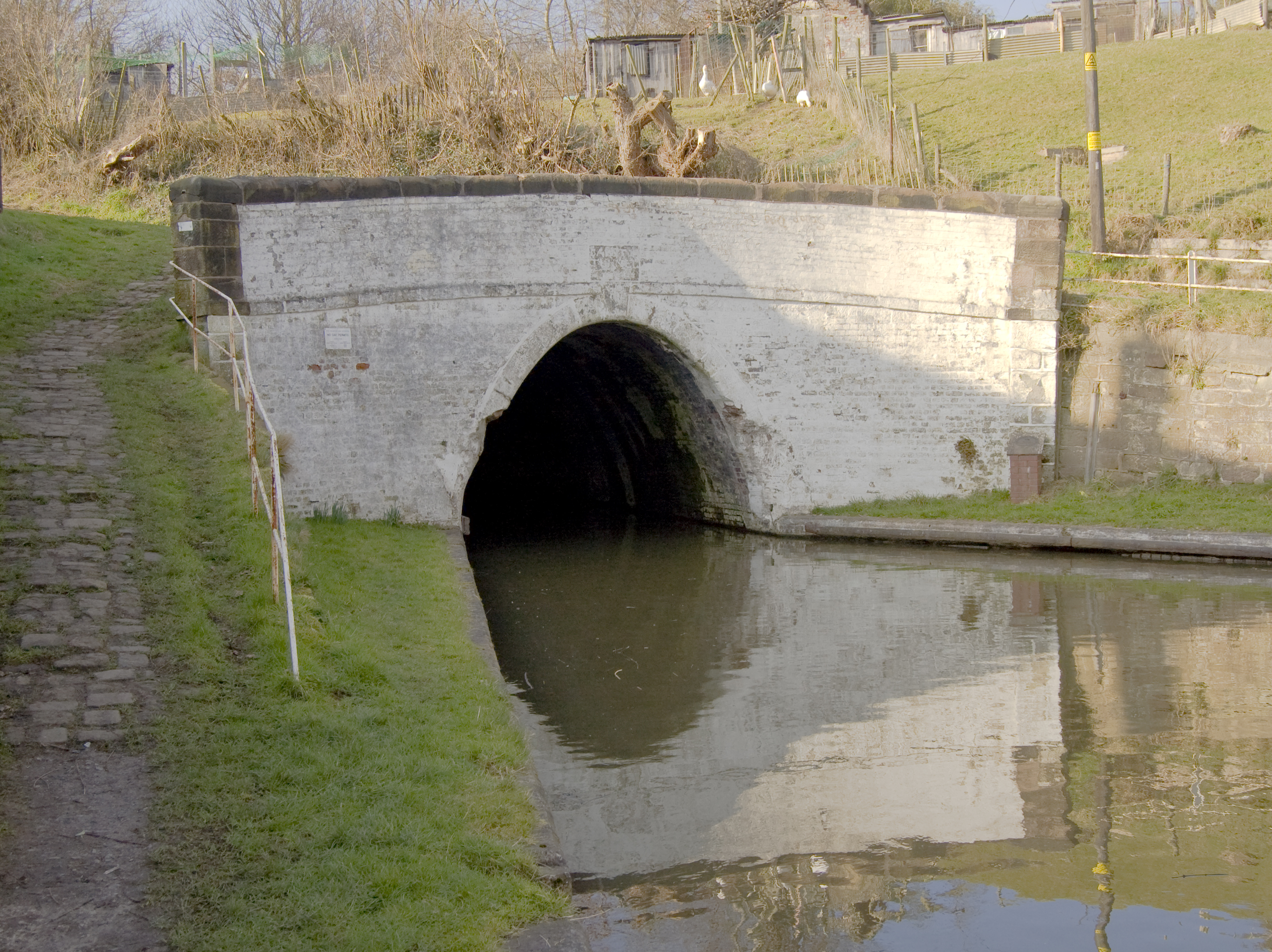
Тоннель в Барнтоне[англ.]
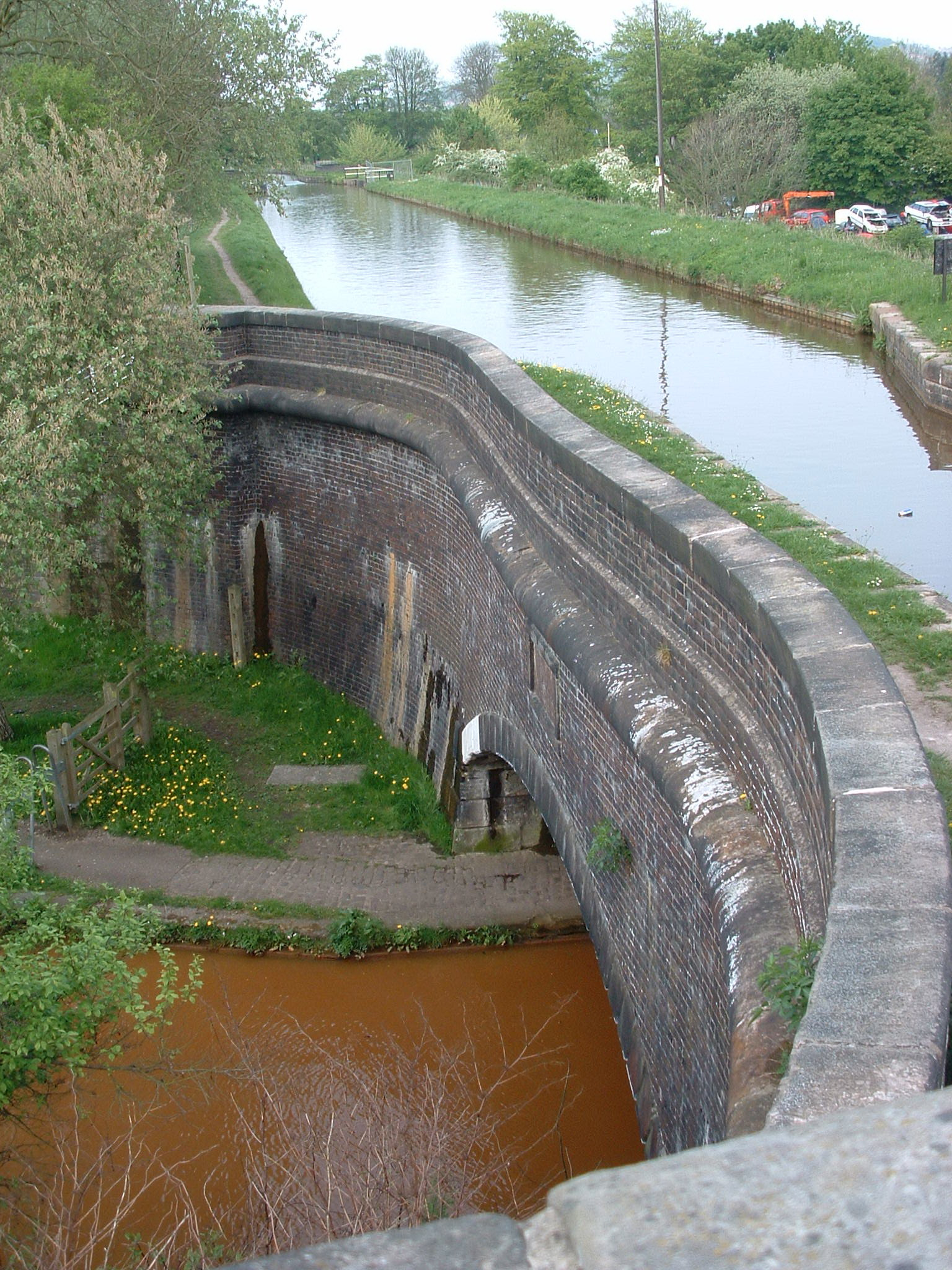
ветка на Холл-Грин[англ.] пересекает канал по акведуку
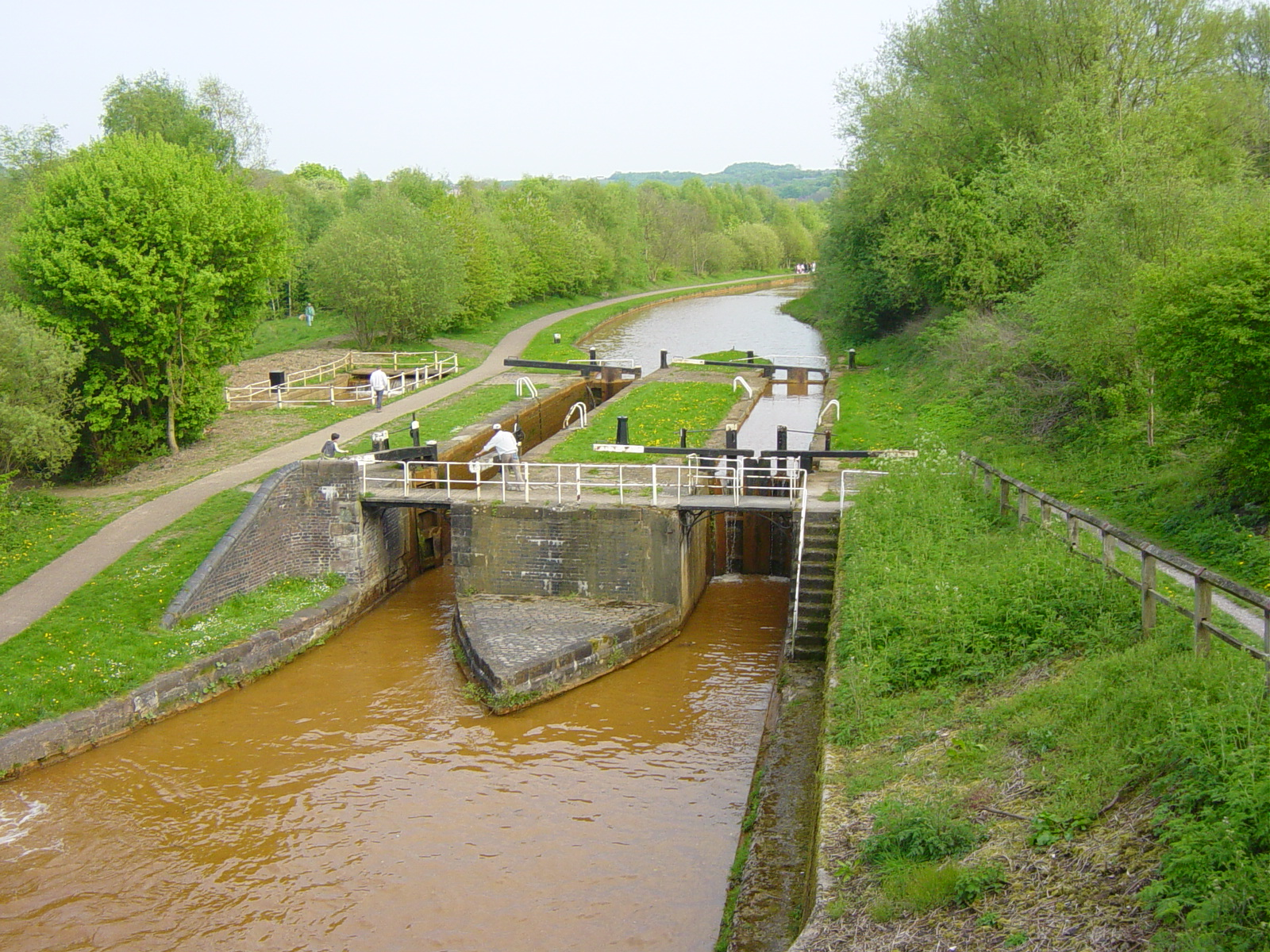
Типовой сдвоенный шлюз на канале
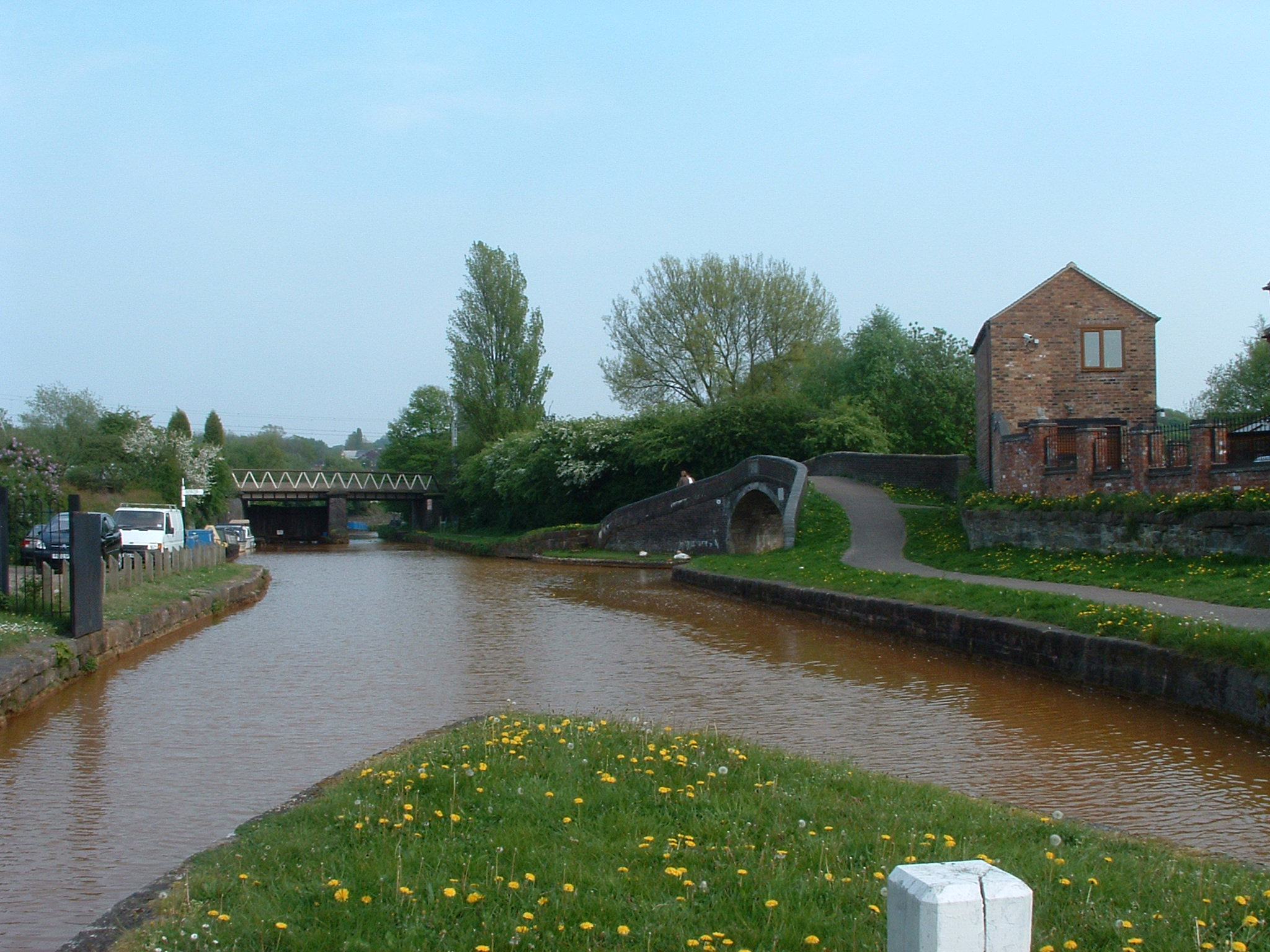
Поворот на Хардингс-Вудс[англ.] с ответвлением на Холл-Грин